# Emil Schultheisz von Devecser
Emil Schultheisz von Devecser (uváděn též jako Schultheiß) (18. července 1854 Devecser – 26. srpna 1920 Budapešť) byl rakousko-uherský generál. V c. k. armádě sloužil od roku 1872 a dvacet let strávil u posádky v Komárně. Později přešel k uherské zeměbraně, kde dosáhl hodnosti polního podmaršála. Za první světové války byl divizním velitelem na východní frontě (1914–1915), kvůli nemoci poté přešel na post velitele uherské zeměbrany v Prešpurku (1915–1918). V armádě dosáhl hodnosti generála pěchoty (1917), ještě před koncem války byl penzionován.

## Životopis
Pocházel z Uher, byl synem lékaře Maximiliana Schultheisze (1825–1891). Základní vzdělání absvolvoval v Budapešti a Terstu, vojenskou průpravu získal v letech 1873–1875 na kadetní škole ve Štýrském Hradci. Do armády vstoupil již jako kadet v roce 1872 a dvacet let sloužil u 48. pěšího pluku v Komárně (1872–1893). Mezitím byl v roce 1876 povýšen na poručíka a v roce 1878 se zúčastnil okupace Bosny a Hercegoviny. Dále postupoval v hodnostech (nadporučík 1881, kapitán 1888) a s 48. plukem byl později přeložen do Nagykanizse a Foči. Poté absolvoval kurz pro důstojníky a v hodnosti majora (1896) byl převelen k 10. pluku uherské zeměbrany v Miskolci. V roce 1900 byl povýšen na podplukovníka a u dalších jednotek uherské zeměbrany poté sloužil v Nitře, Kluži a Segedínu. V roce 1905 byl povýšen na plukovníka.
V roce 1910 dosáhl hodnosti generálmajora a stal se velitelem 45. pěší brigády uherské zeměbrany v Segedínu. K datu 1. května 1913 byl povýšen do hodnosti polního podmaršála a převzal oblastní velitelství zeměbrany v Segedínu. Již koncem roku 1913 si vzal ze zdravotních důvodů dovolenou a ke dni 1. dubna 1914 odešel do penze. Po začátku první světové války byl během mobilizace koncem července 1914 znovu povolán do aktivní služby a v čele jednotek segedínské zeměbrany se zapojil do bojů na východní frontě. Od října 1914 do února 1915 byl velitelem 54. pěší divize v Haliči. Koncem roku 1914 v Bukovině onemocněl a z fronty byl odvolán. Vrátil se zpět do Uher a znovu byl velitelem jednotek zeměbrany v Segedínu (1915) a nakonec v Prešpurku (1915–1918). K datu 20. listopadu 1917 dosáhl hodnosti titulárního generála pěchoty. Ke dni 1. června 1918 byl znovu penzionován a dožil v soukromí v Budapešti.
Jeho manželkou byla Margaret von Epstein (1870–1953), dcera vlivného a později zkrachovalého bankéře Gustava Epsteina. Z manželství se narodili tři synové a jedna dcera. V další generaci rodiny vynikl jeho vnuk Emil Schultheisz (1923–2014), významný maďarský lékař, vědec a dlouholetý ministr zdravotnictví (1974–1984).

## Tituly a ocenění
V roce 1912 byl povýšen do šlechtického stavu s predikátem Edler von Devecser odkazujícím na jeho rodiště. Během vojenské služby obdržel několik vyznamenání.
- Válečná medaile (1878)
- Služební odznak pro důstojníky III. třídy (1897)
- Jubilejní pamětní medaile (1898)
- Řád železné koruny III. třídy (1906)
- Vojenský jubilejní kříž (1908)
- Služební odznak pro důstojníky II. třídy (1912)
- Mobilizační kříž (1913)
- rytířský kříž Leopoldova řádu s válečnou dekorací (1915)
- Bronzová vojenská záslužná medaile s válečnou dekorací (1917)